# Американський експедиційний корпус «Сибір»
Американський експедиційний корпус «Сибір» (англ. American Expeditionary Force Siberia, AEF Siberia) — військове з'єднання американських військ, що брало участь у військовій інтервенції в Росію у 1918—1921 роках

## Передумови створення
Тимчасовий уряд, що прийшов на зміну царському режимові відразу отримав підтримку урядових кіл США. Не зважаючи на те, що Далекий Схід не грав самостійної ролі у формуванні нових російсько-американських відносин, він став значним фактором у забезпеченні транспортного сполучення Центральної Росії допомогою, що надходила від США. Для цього, в умовах революційного стану Росії існувала потреба забезпечити безпеку транспортних артерій, в тому числі залізниці. У перемовинах, що проходили між Тимчасовим урядом та США, останні виразили готовність сприяти вирішенню даної проблеми. При цьому американці цікавилися, скільки матеріалів для потреб армії необхідно та що вони можуть зробити, щоб допомогти забезпечити безпеку ешалонів. Однак, ці переговори припинилися через більшовицький переворот та зміну режиму Тимчасового уряду.

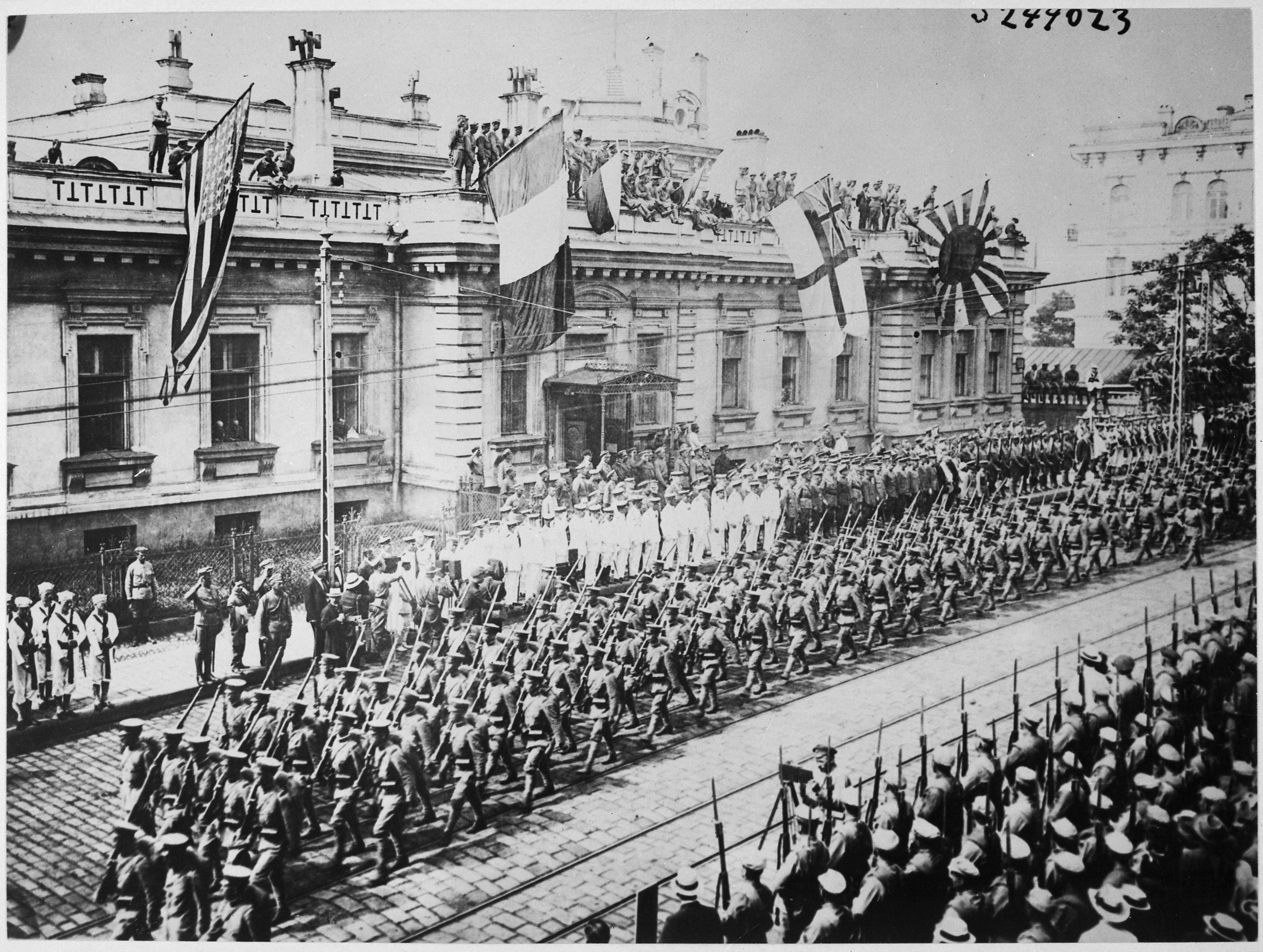
Американський парад у Владивостоці

Відразу після більшовицького перевороту та підписання капітуляції Росії перед блоком Центральних держав Антанта зібрала свою нараду. На ній було вирішено, виходячи з ситуації, розподілити на зони інтересів всю територію колишньої Російської імперії. Задля виконання цього плану уряди Великої Британії, Франції та інших країн-союзників звернулися до США за допомогою. Президент США Вудро Вільсон погодився відправити американські війська в Росію.
Військово-політична присутність на Далекому Сході до висадки експедиційного корпусу в основному здійснювалося через дипломатичних представників, однак уряд Олександра Колчака переконав американців, що такої присутності недостатньо, а його армія не може забезпечити повну безпеку на магістральних шляхах. Саме після цього було вирішено, що є потреба відправки експедиційних сил в Сибір, однак вони повинні стати над конфліктом і не втручатися у внутрішні справи Росії, а лише забезпечувати охорони ТранссібуІнтервенція [Архівовано 15 липня 2015 у Wayback Machine.].

## Склад корпусу
Американські сили на Далекому Сході складали всього 7,9 тис. осіб під командуванням генерал-майора Вільяма Грейвса. До складу корпусу були включені 27-й та 31-й полки армії. З інших частин (13-й, 62-й та 12-й полки США) були лише добровольці. Тимчасовою базою розташування було визначено місто Владивосток, куди війська почали передислоковувати з серпня 1918 року.

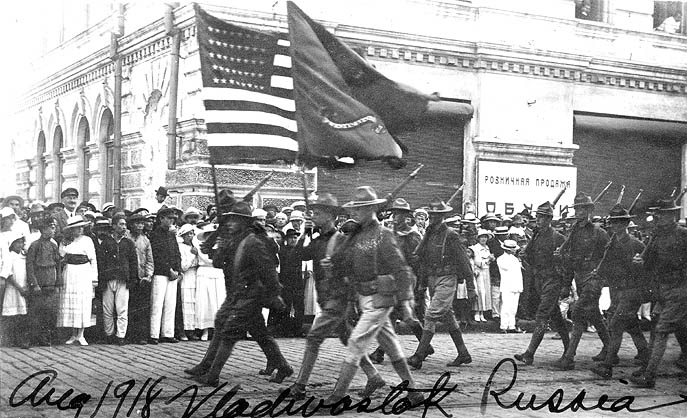
Американські війська у Владивостоці

## Діяльність підрозділу

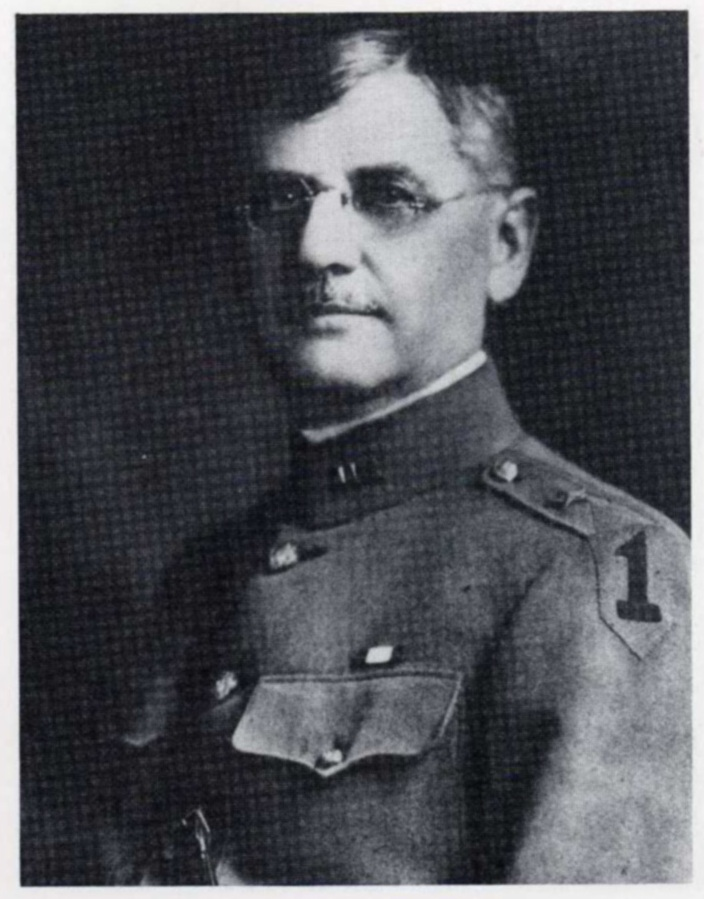
Генерал-майор Вільям Грейвс

Корпус був покликаний охороняти комунікації (залізниця Транссіб) між Владивостоком та Усурійськом, тобто стати суто караульним підрозділом. Однак вже дуже скоро корпус став впливати на військово-політичне становище в регіоні. Незважаючи на обіцянки стояти поза конфліктом між більшовиками та білогвардійцями командир корпусу не став протидіяти червоним партизанам, що формували свої загони поблизу залізниці. У той же час, дуже частими стали випадки блокування залізничних вантажів зі зброєю, що надходили уряду Олександра Колчаку від Антанти. Це пояснювалося несправностями на залізниці, проблемами пересування у зв'язку з загрозами нападу більшовиків, тощо. Це призвело до конфлікту з частиною білогвардійців (війська отамана Семенова). Останній звинувачував американців у таємних домовленостях з більшовиками. В той же час офіційні представники Олександра Колчака намагалися не конфліктувати з американськими військовими, що пояснюється слабкою матеріально-технічною базою колчаківських військ, а уряд США надавав їм допомогуІнтервенція в Росію [Архівовано 17 березня 2015 у Wayback Machine.].

## Озброєння корпусу
Американські війська мали на своєму озброєнні трьохлінійні гвинтівки Вінчестера та Спрингфілда зразка 1903 року, 7,62-мм гвинтівки Мосина-Нагана зразка 1891 г. американського виробництва, 11,4-мм пістолети Кольта та револьвери Уелбі 6-ї моделі, 7,62-мм станкові кулемети Кольта та Віккерса, 7,71-мм британські ручні кулемети Льюїса. Війська, що були направлені до Росії були споряджені теплим обмундируванням: британськими шапками, рукавицями, шубами, утепленими шкіряними безрукавками.

## Конфлікти

### Конфлікт з Японією
З початком 1919 року розпочалася пряма конфронтація між Грейвсом і японськими представниками. 19 вересня 1919 року офіцер американської розвідки підполковник Р. Ейкелбергер направив директору військової розвідки в Вашингтон доповідь про антиамериканську пропаганду, що здійснюваної японцями. Пропаганда публікувалася в газетах «Голос Примор'я» та «Далекий Схід», які, за загальним переконанням, субсидувалися японцями. У даних газетах постійно з'являлися статті, що вихваляють японців і звинувачують американців у недостойних вчинках, і особливо в пробільшовицьких симпатіях. Час від часу на генерала Грейвса чинився сильний тиск, особливо з боку японців, щоб його політика змінилася від нейтральної до такої, яка би передбачала втручання у внутрішні справи РосіїІнтервенція [Архівовано 15 липня 2015 у Wayback Machine.].

### Конфлікт з власним урядом
Позиція невтручання генерала Грейвса входила у протиріччя з політикою американського Державного департаменту, налаштованого на більш рішучу підтримку Білого руху і, зокрема, адмірала Колчака. Посол США в Токіо Роланд Морріс, за вказівкою з Вашингтона, здійснив поїздку до Омська для зустрічі з Верховним правителем, і по дорозі мав доволі неприємну розмову з генералом:

«Тут командує Державний департамент, а не Військове міністерство», — заявив Морріс у відповідь на аргумент Грейвса, що він не отримував від військового міністра наказу втручатися в російську політику. — «Державний департамент мною не командує» — парирував генерал.
Грейвс не плекав особливих почуттів до Білого руху:
«Генерал неухильно відмовлявся визнавати Калмикова, оскільки той неодноразово порушував дане їм слово і здійснив безліч незаконних актів і звірств по відношенню до людей, які проживали на контрольованій ним території.»

### Суперечки з отаманом Семеновим

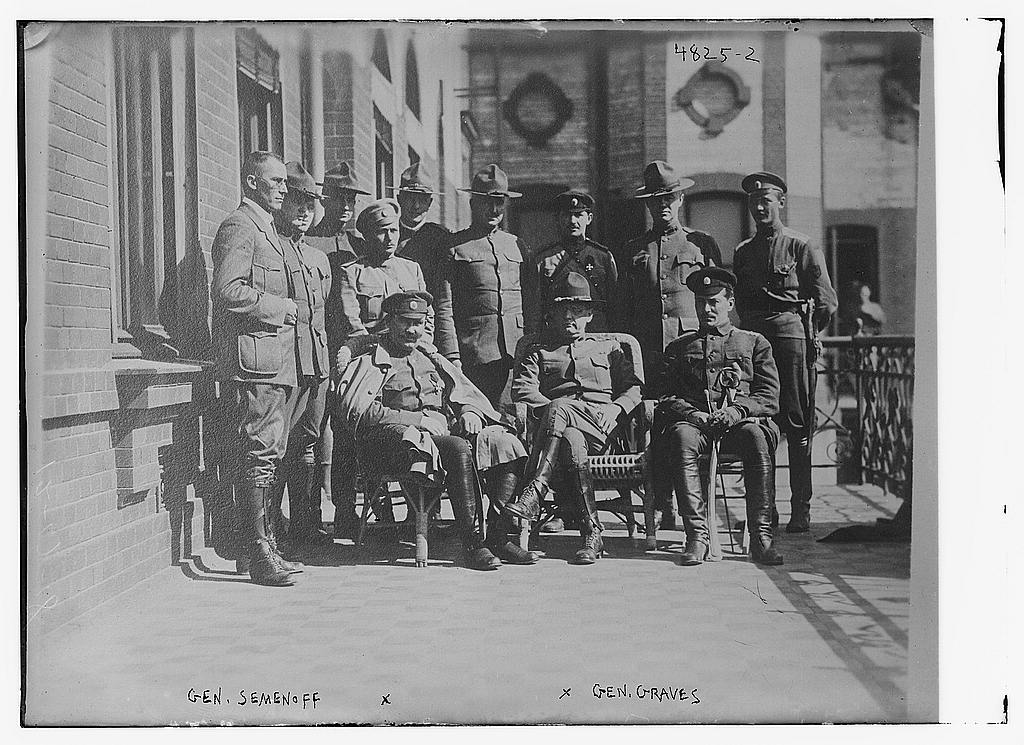
генерал-майор Вільям Грейвс та отаман Григорій Семенов

Американцям була відома інформація про звірства, що здійснюються отаманом Григорієм Семеновим, який, судячи з щоденникових записів Барретта, здійснював напади і на чехословаків, і на американців, зокрема, в районі Верхнєудинська.
Більшовицькі агенти повідомляли в Москву про те, що у відповідь на замах на отамана Семенова в іркутському цирку 50 робочих залізничних майстерень були розстріляні. Решту били. Після цього американці взяли робітників під свою охоронуІнтервенція [Архівовано 15 липня 2015 у Wayback Machine.].
Грейвс не приховував свого вкрай негативного ставлення до отамана Семенову, вважаючи його вбивцею, грабіжником та негідником, який не протримався б у Сибіру й тижня, якби не протекція Японії.
Підполковник Ейкелбергер доповідав у Вашингтон:
«… Американський громадянин, якби йому запропонували вибрати, кого підтримувати — далекосхідний різновид антиколчаківського спротиву або війська представника адмірала Колчака отамана Калмикова, без сумніву віддав би перевагу антиколчаковському спротиву. Ставлення наших офіцерів і солдатів до місцевих більшовиків зводиться до наступного: вони готові битися з ними у разі необхідності, але не плекають до них особливої ненависті. Однак, якби їм наказали битися з козаками Калмикова, то, по-моєму, наші люди виступили б з найбільшою готовністю і з вельми різким ставленням до військ супротивника»Інтервенція на Далекому Сходу.
Відносини між Американським експедиційним корпусом і козаками Семенова і Калмикова загострилися, коли генерал Грейвс відмовився надати армії Колчака 100 тисяч гвинтівок, замовлених адміралом, оскільки побоювався, що зброя потрапить в руки козаків і буде використана проти американців. Посол Морріс цього разу підтримав Грейвса у його рішенні.
Омський уряд, однак, вкрай потребував озброєння та звернувся безпосередньо в Держдеп і до англійських представників. За наказом Військового міністерства, Грейвс погодився поставити гвинтівки безпосередньо до Омська, минаючи зону, яка контролювалася козаками.

## Роль корпусу у війні
Незважаючи на те, що корпус не брав участі у бойових діях його присутність на Далекому Сході стала доволі потужним військово-політичним кроком уряду США у підтримці Білого руху. Саме експедиційний корпус охороняв ділянку Транссібу та забезпечував охорону ешелонів, що їх висилало Міністерство оборони США для підтримки армії Верховного правителя Олександра Колчака.

## Евакуація корпусу
Після краху Сибірського уряду знаходження американських експедиційних сил на Далекому Сході стало непотрібним. У січні-березні 1920 року генерал Грейвс, прагнучи уникнути втрат, а також у зв'язку з ускладненням відносин з отаманом Семеновим та японськими експедиційними військами, за погодженням з урядом США евакуював американські частини. Останні члени Американського експедиційного корпусу, сам Грейвс і його штаб покинули Владивосток 23 квітня 1920 року.

## Втрати
Втрати американського експедиційного корпусу склали 170 осіб убитими і померлими від ран і хвороб і 52 особи поранених.